# Mern Sogn
Mern Sogn 
ist eine Kirchspielsgemeinde (dän.: Sogn)
im Süden der Insel Sjælland im südlichen Dänemark.
Bis 1970 gehörte sie zur Harde Bårse Herred im damaligen Præstø Amt, danach zur Langebæk Kommune im Storstrøms Amt, die im Zuge der  Kommunalreform zum 1. Januar 2007 in der Vordingborg Kommune in der Region Sjælland aufgegangen ist.
Im Kirchspiel leben 1491 Einwohner, davon 987 im Kirchdorf (Stand: 1. Januar 2023).
Im Kirchspiel liegt die Kirche „Mern Kirke“.
Nachbargemeinden sind im Norden Allerslev Sogn, im Westen Øster Egesborg Sogn und im Süden Kalvehave Sogn.